# Angle d'arribada

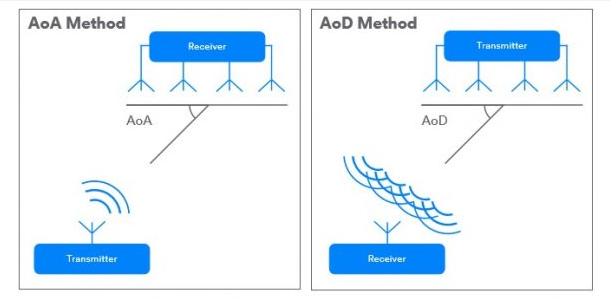
(AoA) i angle de sortida (AoD): dos mètodes diferents per determinar l'angle d'un senyal Bluetooth es transmet amb un alt grau de precisió.

L'angle d'arribada (AoA) d'un senyal és la direcció des de la qual es rep el senyal (per exemple, ràdio, òptic o acústic).

## Mesurament
La mesura de l'AoA es pot fer determinant la direcció de propagació d'una ona de radiofreqüència incident en una matriu d'antenes o determinada a partir de la força màxima del senyal durant la rotació de l'antena.
L'AoA es pot calcular mesurant la diferència de temps d'arribada (TDOA) entre elements individuals de la matriu.
Generalment, aquesta mesura TDOA es fa mesurant la diferència de fase rebuda a cada element de la matriu d'antenes. Això es pot considerar com una formació de feix a la inversa. En la formació de feix, el senyal de cada element es pesa per "dirigir" el guany de la matriu d'antenes. A AoA, el retard d'arribada a cada element es mesura directament i es converteix en una mesura AoA.
Considereu, per exemple, una matriu de dos elements separats per la meitat de la longitud d'ona d'una ona de RF entrant. Si una ona incideix sobre la matriu en el punt de mira, arribarà a cada antena simultàniament. Això produirà una diferència de fase de 0 ° mesurada entre els dos elements de l'antena, equivalent a un AoA de 0°. Si una ona incideix sobre la matriu a banda ampla, es mesurarà una diferència de fase de 180° entre els elements, corresponent a un AoA de 90°.
En òptica, l'AoA es pot calcular mitjançant interferometria.
Les limitacions en l'exactitud de l'estimació de l'angle dels senyals d'arribada en matrius d'antenes digitals estan associades amb el jitter ADC i DAC.

## Aplicacions
Una aplicació d'AoA és en la geolocalització de telèfons mòbils. L'objectiu és que el sistema mòbil informi de la ubicació d'un telèfon mòbil fent una trucada d'emergència o bé proporcionar un servei per indicar a l'usuari del mòbil on es troba. Diversos receptors d'una estació base calcularien l'AoA del senyal del telèfon mòbil, i aquesta informació es combinaria per determinar la ubicació del telèfon.
AoA s'utilitza generalment per descobrir la ubicació de les estacions de ràdio pirates o de qualsevol transmissor de ràdio militar.
En l'acústica submarina, AoA s'utilitza per localitzar objectes amb un rang actiu o passiu.